# Kloster Sopot „Heiliger Erlöser”

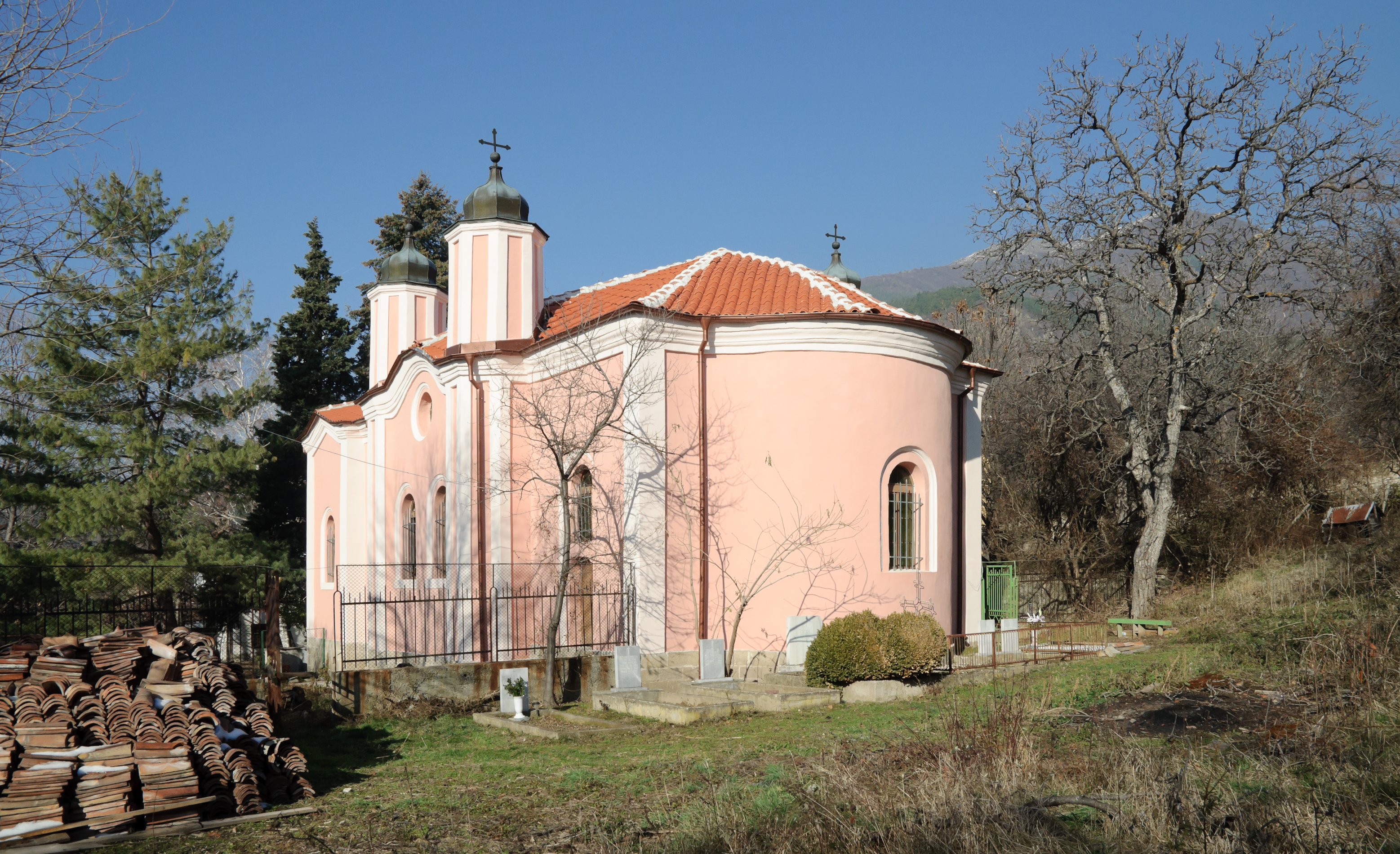
Klosterkirche »Christi Himmelfahrt« (2012)

Das Kloster Sopot »Hl. Erlöser« (bulgarisch Сопотски манастир »Св. Спас«) ist ein Nonnenkloster im geistlichen Bezirk Karlowo der Diözese Plowdiw der Bulgarisch-Orthodoxen Kirche. 

## Lage
Das Kloster liegt ca. 1 km nordwestlich der Stadt Sopot (Сопот) am Südfuß des mittleren Balkangebirges. Es befindet sich am Südwesthang des Ostro bărdo-Bergrückens (рид Остро  бърдо) am linken Ufer der Reka Manastirska (река Манастирска).

## Geschichte
In der Nähe der heutigen Stadt Sopot existierte ein mittelalterliches Kloster, das der »Hl. Dreifaltigkeit« (»Св. Троица«) geweiht und bereits im 11. oder 12. Jahrhundert aufgegeben worden war. Als Nachfolger wurde im 13. Jahrhundert das derzeitige Kloster »Hl. Erlöser« angelegt. Es befand sich in der Nähe von Kopsis (bulgarisch Копсис, griechisch Κόπσης), der Hauptstadt des von den drei Brüdern Smilez, Radoslaw und Wojsil beherrschten Despotats. 1292 wurde Smilez als Nachfolger von Georgi I. Terter zum bulgarischen Zaren gekrönt. In seiner Regierungszeit bis 1298 gewährte er dem Kloster weitreichende Privilegien. Die mittelalterlichen Urkunden darüber übergaben die Mönche 1870 Najden Gerow, dem damaligen russischen Konsul in Plowdiw, zum Zweck der Veröffentlichung. Danach verliert sich jedoch ihre Spur.
Seit seiner Gründung fungierte das Kloster samt Skriptorium als spirituelles Zentrum. Das älteste erhaltene liturgische Buch stammt aus dem Jahr 1480. 1737 richtete der in Sopot geborene Mönchspriester Nikodemus (Йеромонах Никодим) eine Klosterschule sowie eine Gesangsschola ein. Er hatte an der Plowdiwer Diözesanschule als auch an der Kiewer Geistlichen Akademie (russisch Киевская духовная академия) studiert und übernahm daher die Übersetzung einer Reihe russischer Bücher ins Griechische. Während einer Periode innerer Unruhen innerhalb des europäischen Teils des osmanischen Reichs, der sog. Kardschali-Zeit, wurde das Kloster 1794, 1800 sowie 1807 von verschiedenen Räuberbanden gebrandschatzt, aber stets wieder aufgebaut.  In den Jahren 1828 und 1845 fertigte Igumen (Klostervorsteher) Partenij (Игумен Партений) zwei Abschriften der Slawobulgarischen Geschichte von Païssi von Hilandar an, die heute als die "Sopoter Änderungen der Slawobulgarischen Geschichte" bekannt sind. Das Kloster war auch Herausgeber der ersten satirischen Zeitschrift Bulgariens.
Am 7. Oktober 1858 empfing hier der 21-jährige Wassil Iwanow Kuntschew, der spätere Freiheitskämpfer Wassil Lewski, unter dem Namen Ignatij, seine Weihe zum Mönch. Ein Jahr später wurde er Archidiakon. 1861 entschied er sich, das Kloster zu verlassen und sein Leben dem Kampf um die nationale Unabhängigkeit Bulgariens zu widmen. Im Jahre 1869 gründete Wassil Lewski im Kloster ein Revolutionskomitee der IRO, dessen Vorsitz der damalige Igumen Rafael (Игумен Рафаил) übernahm.
1870 wurde der Innenraum der Kirche durch Georgi Dantschow (Георги Данчов, Künstlername Зографина, Zografina, * 1846, † 1908) mit Fresken ausgeschmückt. Nach Hinrichtung Wassil Lewskis am 6. Februarjul. / 18. Februar 1873greg. gelang es Todor Kableschkow, 1875 im Kloster erneut ein Revolutionskomitee aufzustellen. Zu dessen Mitgliedern zählte auch der Schriftsteller Iwan Wasow. Am 4. August 1877, während des Russisch-Osmanischen Kriegs, marschierten reguläre osmanische Truppen in Sopot ein und begannen damit, die Stadt als auch die Klöster niederzubrennen. Von der Klosterkirche blieben nur der Altar und einige Ikonen erhalten. In letzteren waren den dargestellten Heiligen von den Soldaten mit Bajonetten die Augen ausgestochen worden. Nach dem Krieg übernahm Igumen Rafael die Leitung des Wiederaufbaus des Klosters. Die Arbeiten wurden 1879 in Angriff genommen. Neben den Baulichkeiten wurde auch ein Röhrenbrunnen neu angelegt. In der zweiten Hälfte des 20. Jahrhunderts erfolgte die Umwandlung in ein Nonnenkloster.

## Kunst und Architektur

### Klosteranlage

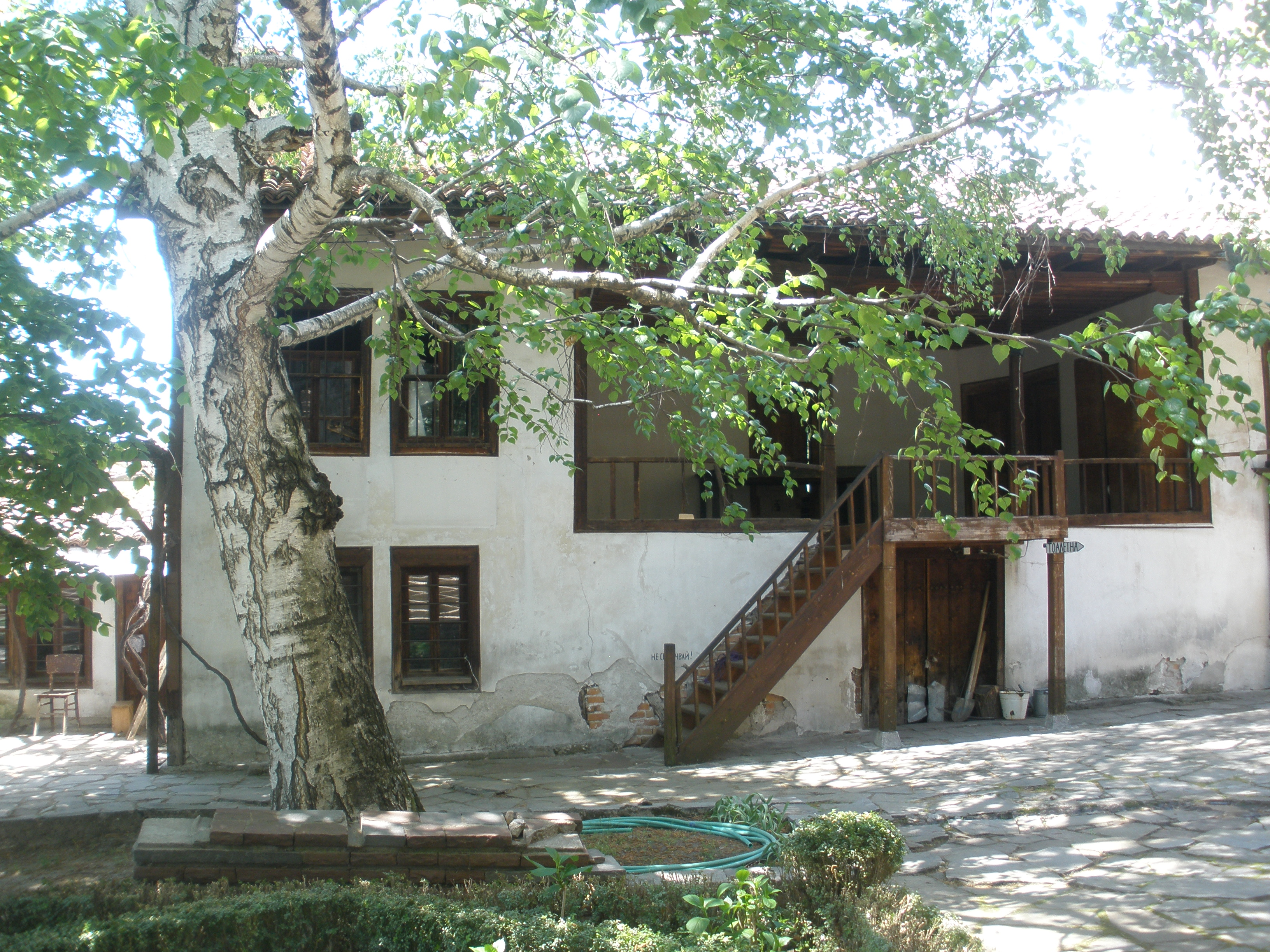
Klosterhof (2012)

Die Klosteranlage hat die Form eines umgekehrten Trapezes, dessen Mittellinie nach Südosten zeigt. Das Ensemble ist von einer Bruchsteinmauer eingerahmt. Der Zugang erfolgt über die im Südwesten gelegene Klosterpforte. Links neben dem Portal erinnert eine Skulptur an Wassil Lewski. In der Nordosthälfte des Hofs erhebt sich die Klosterkirche »Christi Himmelfahrt« (»Възнесение Господне«). Daneben gibt es zwei Wohngebäude. Das ältere wurde während des Wiederaufbaus des Klosters 1879 in Holzbauweise errichtet. Es umfasst zwei Geschosse und hat eine Veranda. An der Nordostseite des Hofs liegt ein dreigeschossiger Steinbau mit Arkaden, den die Nonnen heute bewohnen. Weitere Objekte im Klosterhof sind der erwähnte Röhrenbrunnen sowie ein freistehender Glockenstuhl. Neben dem Aufgang zur Kirche steht eine Glocke, die 1875 von in Craiova lebenden Emigranten aus der Stadt Sopot dem Kloster zum Geschenk gemacht wurde. Das Grab von Igumen Rafael befindet sich hinter der Apsis der Klosterkirche. In der Südostecke des Klosterkomplexes liegt ein Wirtschaftshof, der vom Klosterhof durch eine Mauer abgetrennt ist.

### Kirche »Christi Himmelfahrt«
Vom 1877 zerstörten Vorgängerbau konnten nur die erhalten gebliebenen Teile des Altarraums übernommen werden. Das Gebäude ist eine einschiffige Kirche mit einer nach Südosten ausgerichteten Apsis. Diese reicht bis zum Dachsims. Eine unter dem Dach verborgene Kuppel überwölbt den südöstlichen Teil des Kirchenraums (Naos). Die beiden Seitenkonchen (Chöre) treten als Risalite aus den Nordost- und Südwestfassaden leicht hervor. Ihre Ecken sind durch auf Tambouren ruhende Zwiebelkuppeln betont. Nur in der Nähe des Altars sind einige Fresken von Georgi Dantschow erhalten geblieben. Die übrigen Fresken im Kircheninnenraum wurden in den Jahren 1978–79 von Künstlern aus Plowdiw gefertigt.

### Kapelle »Heilige Himmelfahrt«
Am Wanderweg vom Kloster »Hl. Erlöser« zum Sopoter Wasserfall (Сопотски водопад) befindet sich die kleine Kapelle »Heilige Himmelfahrt« (Параклис »Свето Възнесение«). Sie hat ein Tonnengewölbe, das teilweise in den Hang eingelassen ist. Der Bau besteht aus Bruchstein. In beiden Seitenwänden sowie in der hangseitigen Rückwand sind Nischen angelegt. Die Wände sind mit Ikonen geschmückt. In der Nähe der Kapelle entspringt eine heilige Quelle.

## Gedenktage
Das Patronatsfest des Klosters ist der orthodoxe Himmelfahrtstag. Daneben wird auf der vor dem Kloster gelegenen Wiese (Манастирска поляна) alljährlich Mitte Februar der traditionelle Jahrmarkt "Erwärmen wir das Herz mit Wein und Liebe"  („Да стоплим сърцата с вино и любов“) abgehalten. Er erinnert an den Patron der Gärtner und Winzer, den Hl. Tryphon (bulgarisch Св. Трифон, auch Трифон Зарезан, Trifon Zarezan), dessen Gedenktag am 1. Februar begangen wird. Nach dem bis 1968 von der Bulgarisch-orthodoxen Kirche verwendeten Julianischen Kalender fällt dieser Tag auf den 14. Februar[greg.].